# Krakatau
Krakatau (også Krakatoa) er en vulkanø beliggende i strædet mellem Sumatra og Java. Krakatau gik den 26. august 1883 i et voldsomt udbrud, der kulminerede den følgende dag. Store dele af øen blev sprængt væk, og en 30-40 meter høj tsunami brød ind over de omkringliggende øer.
Ifølge de officielle optegnelser fra Hollandsk Ostindien-kolonien, blev 165 landsbyer og byer ødelagt nær Krakatau, og 132 blev alvorligt beskadiget. Mindst 36.417 mennesker døde, og mange flere tusinde blev såret, hovedsagelig fra de tsunamier, der fulgte i kølvandet efter eksplosionen. Udbruddet ødelagde to tredjedele af øen Krakatau.
Krakatau-vulkanen har haft aktivitet både før og efter det store udbrud. Det mest bemærkelsesværdige udbrud af Krakatau kulminerede i en række massive eksplosioner 26-27. august 1883 som var blandt de mest voldsomme vulkanske begivenheder i historien. De to største vulkanudbrud i vor tidsregning er sket Indonesien i det 19. århundrede: Tambora i 1815 og Krakatau i 1883.

## Udbruddet i 1883
Krakataus store udbrud skete i 1883. Vulkanen havde i mange år været inaktiv, men i starten af 1883 begyndte den at udbryde. Det største og værste udbrud skete den 26. august, som kulminerede den 27. I den periode udbrød vulkanen omkring 4 gange. Eksplosionen havde en ufattelig kraft som gjorde at ⅔ af øen kollapsede under vandet og masser af nabo-øerne forsvandt. 
De fleste ofre blev dræbt af tsunamien og  masser af de omkomne siges stadigvæk at vaske op på østkysten af Afrika et år efter. 
Eksplosionen den 26. august 1883 var så voldsom, at den fire timer efter kunne høres på øen Rodrigues 4.776 kilometer væk, hvor den fornemmedes som ”drøn fra store kanoner”. I alt kunne eksplosionen høres med det menneskelige øre på mere end en trettendedel af Jordens overflade. Man mener at hvis man var inden for en 16 km radius ville man blive døv. Trykbølgen kunne måles på barometre over hele verden og nåede at gå hele Jorden rundt syv gange inden den stoppede. Trykbølgen blev blandt andet påvist tre gange i Berlin.
Eksplosionen menes at have været fire gange så kraftig som den hidtil største brintbombe-prøvesprængning (Tsar Bomba foretaget af Sovjetunionen) svarende til ca. 200 megatons TNT eller omkring 13.000 gange atombomben ”The Little Boy Bomb”, der ødelagde Hiroshima, Japan, under 2. Verdenskrig. Udbruddet anslås til at have været på niveau 6 på VEI-skalaen (Volcanic Exsplosivity Index).
Asken blev i 80 km højde spredt over hele Jorden. Den store sky indeholdt også store mængder af svovldioxid, som reagerede med vandmolekylerne i atmosfæren og skabte syreregn, som påvirkede afgrøder i tusind kilometers omkreds. Dette skabte store problemer især for den indonesiske befolkning og medførte et stort fald i produktionen af afgrøder. Fordi askeskyen var så tyk, reflekterede den sollyset og fik den globale gennemsnitstemperatur til at falde omkring 1.2 grader celsius i de følgende 5 år. Desuden forårsagede askeskyen kraftig aftenrøde og det er foreslået, at himmelfarverne i Edvard Munchs maleri Skriget (1893) er helt naturlige.
Vulkanen Tamboras udbrud i 1815 er blevet beskrevet som fem gange større end udbruddet af Krakatau. En eksplosion på den græske ø Santorini i det ægæiske hav i år 1628 f.Kr. var omkring tre gange så voldsom som Krakataus store udbrud.

## Geografisk
Indonesien har over 130 aktive vulkaner, den med flest af alle nationer og deriblandt to af de farligste vulkaner: Gunung Kelud på Java og Gunung Agung på Bali. Vulkanerne udgør en akse i det indonesiske øbue-system. Et flertal af disse vulkaner ligger langs Indonesiens to største øer, Java og Sumatra. Disse to øer er adskilt af Sunda Strædet, som er placeret på en bøjning i aksen af øen. Krakatau er direkte over forkastningszonen mellem den eurasiske plade og den Indo-Australske Plade hvor pladegrænser gør en skarp kursændring, hvilket kan resultere i en usædvanlig svag skorpe i regionen.
Der er nogen debat i blandt geologer verden over, om hvorvidt vulkanens nordlige side sprang totalt i luften, da der originalt blev opstillet teorien om, at hele den nordlige side blev tilintetgjort under vulkanens eksplosive udbrud. Men de er senere hen kommet frem til, at den nordlige side af øen snarere var subsideret ind i magmakammeret, i stedet for at være blevet sprængt i ti tusinde stykker.

## Nyere aktivitet
Udbrud i området har siden 1927  bygget en ny ø, som er kaldt Anak Krakatau (som er indonesisk for "Krakataus Barn"). Periodiske udbrud er fortsat siden, og
Anak Krakatau er vokset med gennemsnitligt 13 cm per uge siden 1950'erne. Det svarer til en gennemsnitlig vækst på 6,8 meter om året. Øen er stadig aktiv, med sin seneste udbruds episode, som blev påbegyndt i 1994. Varme gasser, klipper og lava blev skudt ud i luften under et udbrud i april 2008. Forskere som har overvåget vulkanen har advaret folk til at holde sig ude af en 3 km-radius omkring øen. 
Den 6. maj 2009 rejste vulkanologisk Survey i Indonesien alarm om udbruddets status Anak Krakatau til niveau 3. En nylig ekspedition til vulkanen har afsløret, at en 100-meter dækkende lavakuppel vokser i krateret. Kuplen har to aktive ventilationskanaler, der sprøjter glødende gas, og der har været udbrud i 2010, 2011 og 2012. Fra slutningen af 2011 har denne ø en radius på ca. 2 km med et højdepunkt på omkring 400 meter over havets overflade, voksende med 5 meter hvert år.

## Biologiske studier
Fra et biologisk perspektiv, refererer Krakatau-problemet til spørgsmålet om, hvorvidt øerne blev fuldstændig steriliseret ved 1883 udbruddet, eller om oprindeligt liv overlevede. Da de første forskere nåede øerne maj 1884, var den eneste levende ting de fandt en edderkop i en sprække på sydsiden af Rakata. 